# Associazione Calcio Monza 1926-1927
Questa voce raccoglie le informazioni riguardanti l'Associazione Calcio Monza nelle competizioni ufficiali della stagione 1926-1927.

## Stagione
Carlo Villa torna al Monza dopo la leva militare obbligatoria di 18 mesi svolta a Firenze nel Genio Telegrafisti. Notevole il suo contributo alla promozione realizzando dodici reti.
Vinto il proprio girone il Monza disputa le finali per il "titolo di Seconda Divisione". La Carrarese dà forfait anticipato e rimane perciò solo la Ponziana.
Battendo allo spareggio di Trento del 24 luglio 1927 la Ponziana con un risicato 3-2, il Monza vince il titolo nazionale.

## Rosa
| N. |                   | Ruolo | Calciatore           |
| -- | ----------------- | ----- | -------------------- |
|    | Italia (bandiera) | C     | Antonio Andreoli     |
|    | Italia (bandiera) | A     | Riccardo Avesani     |
|    | Italia (bandiera) | A     | Alessandro Bertolini |
|    | Italia (bandiera) | D     | Giacomo Bosco        |
|    | Italia (bandiera) | D     | Enrico Colombo (II)  |
|    | Italia (bandiera) | D     | Luigi Colombo (I)    |
|    | Italia (bandiera) | A     | Luigi Crippa         |
|    | Italia (bandiera) | A     | Angelo Ferraris      |

| N. |                   | Ruolo | Calciatore          |
| -- | ----------------- | ----- | ------------------- |
|    | Italia (bandiera) | A     | Francesco Fossati   |
|    | Italia (bandiera) | A     | Pietro Lorenzini    |
|    | Italia (bandiera) | A     | Manzoni             |
|    | Italia (bandiera) | C     | Mario Novella       |
|    | Italia (bandiera) | P     | Angelo Piffarerio   |
|    | Italia (bandiera) | C     | Augusto Sala        |
|    | Italia (bandiera) | A     | Ambrogio Trabattoni |
|    | Italia (bandiera) | A     | Carlo Villa         |

## Risultati

### Girone di andata
| Arbitro: | Guarnieri (Milano) |

|                        |           |  |
| Villa 44’ Ferraris 51’ | Marcatori |  |

| Arbitro: | Carrara (Milano) |

|                                  |           |                                    |
| De Vecchi 21’, 55’ Fornaroli 68’ | Marcatori | 5’ Villa 27’ Fossati 60’ Bertolini |

| Treviglio 21 novembre 1926 3ª giornata | Trevigliese         | 0 – 0 | Monza | Campo di via Milano\| Arbitro: \| Lanfritto (Cremona) \| |
| Arbitro:                               | Lanfritto (Cremona) |       |       |                                                          |

| Arbitro: | Carrara (Milano) |

|               |           |          |
| Salvatico 89’ | Marcatori | 40’ Sala |

| Arbitro: | Bassi (Milano) |

|                       |           |  |
| Sala 43’ Ferraris 73’ | Marcatori |  |

| Arbitro: | Dall'Era (Brescia) |

|                         |           |                               |
| Genzini 25’, 90’ (rig.) | Marcatori | 44’ A. Trabattoni 55’ Fossati |

| Arbitro: | Ciceri (Codogno) |

|                                   |           |                           |
| Sala 15’ (rig.) A. Trabattoni 48’ | Marcatori | 65’ Missaglia 88’ Pirotta |

| Arbitro: | Bassi (Voghera) |

|                |           |           |
| Mazzoletti 79’ | Marcatori | 77’ Villa |

| Arbitro: | Sianesi (Milano) |

|                        |           |  |
| Bertolini 46’ Sala 60’ | Marcatori |  |

### Girone di ritorno
| Arbitro: | Parodi (Genova) |

|  |           |                                  |
|  | Marcatori | 38’ Sala 57’ Bertolini 80’ Villa |

| Arbitro: | Bassi (Voghera) |

|                                          |           |                     |
| Bertolini 21’ Villa 23’, 40’ Fossati 75’ | Marcatori | 35’, 59’ Percivaldi |

| Arbitro: | D'Alessandro (Vercelli) |

|                                                                    |           |  |
| Ferraris 18’ Crippa 31’ Sala 38’ Fossati 56’ Villa 57’ Manzoni 86’ | Marcatori |  |

| Arbitro: | Passalacqua (Genova) |

|                          |           |  |
| Ferraris 14’ Fossati 48’ | Marcatori |  |

| Arbitro: | Actis (Vercelli) |

|                         |           |              |
| Bernetti 66’ (rig.) 73’ | Marcatori | 21’ Ferraris |

| Arbitro: | Malagoli (Ferrara) |

|             |           |                               |
| Ferraris 2’ | Marcatori | 12’ Bruschieri 20’ Bianchessi |

| Arbitro: | Canetta (Alessandria) |

|  |           |             |
|  | Marcatori | 60’ Fossati |

| Arbitro: | Melandri (Genova) |

|                      |           |  |
| Sala 56’, 75’ (rig.) | Marcatori |  |

| Arbitro: | Malagodi (Ferrara) |

|                             |           |                       |
| Dall'Oglio 43’ Azzoni I 63’ | Marcatori | 83’ Villa 85’ Avesani |

### Finali per titolo nazionale
| Arbitro: | U.Gama (Milano) |

|                                       |           |           |
| Villa 1’, 33’, 88’ Bertolini 17’, 51’ | Marcatori | 32’ Rossi |

| Arbitro: | Carraro (Padova) |

|                         |           |              |
| Gravisi I 14’ Rossi 89’ | Marcatori | 25’ Ferraris |

### Spareggio per il titolo
| Arbitro: | Mastellari (Bologna) |

|             |           |           |
| Fossati 36’ | Marcatori | 20’ Rossi |

| Arbitro: | Turbiani (Ferrara) |

|                                        |           |                  |
| Villa 15’ Beer 44’ (aut.) Ferraris 69’ | Marcatori | 38’, 87’ Pitacco |

## Statistiche

### Statistiche di squadra
| Competizione      | Punti | In casa | In casa | In casa | In casa | In casa | In casa | In trasferta | In trasferta | In trasferta | In trasferta | In trasferta | In trasferta | Totale | Totale | Totale | Totale | Totale | Totale | DR  |
| Competizione      | Punti | G       | V       | N       | P       | Gf      | Gs      | G            | V            | N            | P            | Gf           | Gs           | G      | V      | N      | P      | Gf     | Gs     | DR  |
| ----------------- | ----- | ------- | ------- | ------- | ------- | ------- | ------- | ------------ | ------------ | ------------ | ------------ | ------------ | ------------ | ------ | ------ | ------ | ------ | ------ | ------ | --- |
| Seconda Divisione | 25    | 9       | 7       | 1       | 1       | 23      | 6       | 9            | 2            | 6            | 1            | 14           | 11           | 18     | 9      | 7      | 2      | 37     | 17     | +20 |
| Finali scudetto   | 5     | 1       | 1       | 0       | 0       | 5       | 1       | 3            | 1            | 1            | 1            | 5            | 5            | 4      | 2      | 1      | 1      | 10     | 6      | +4  |
| Coppa Italia      | 3     | 0       | 0       | 0       | 0       | 0       | 0       | 2            | 1            | 1            | 0            | 5            | 4            | 2      | 1      | 1      | 0      | 5      | 4      | +1  |

### Statistiche dei giocatori
| Giocatore       | 2ª Divisione | 2ª Divisione | Finali   | Finali | Coppa Italia | Coppa Italia | Totale   | Totale |
| Giocatore       | Presenze     | Reti         | Presenze | Reti   | Presenze     | Reti         | Presenze | Reti   |
| --------------- | ------------ | ------------ | -------- | ------ | ------------ | ------------ | -------- | ------ |
| A. Andreoli     | 18           | 0            | 4        | 0      | 2            | 0            | 24       | 0      |
| R. Avesani      | 4            | 1            | 1        | 0      | 1            | 0            | 6        | 1      |
| A. Bertolini    | 12           | 4            | 4        | 2      | 2            | 2            | 18       | 8      |
| G. Bosco        | 10           | 0            | 4        | 0      | 1            | 0            | 15       | 0      |
| E. Colombo (I)  | 12           | 0            | 4        | 0      | 2            | 0            | 18       | 0      |
| L. Colombo (II) | 14           | 0            | 4        | 0      | 2            | 0            | 20       | 0      |
| L. Crippa       | 10           | 1            | 2        | 0      | 1            | 0            | 13       | 1      |
| A. Ferraris     | 18           | 7            | 4        | 1      | 2            | 0            | 24       | 8      |
| F. Fossati      | 18           | 5            | 4        | 2      | 2            | 1            | 24       | 8      |
| P. Lorenzini    | 9            | 0            | 3        | 0      | 1            | 0            | 13       | 0      |
| . Manzoni       | 2            | 1            | 0        | 0      | 0            | 0            | 2        | 1      |
| M. Novella      | 18           | 0            | 0        | 0      | 1            | 0            | 19       | 0      |
| A. Piffarerio   | 18           | -17          | 4        | -6     | 2            | -4           | 24       | -27    |
| A. Sala         | 18           | 8            | 2        | 0      | 2            | 0            | 22       | 8      |
| A. Trabattoni   | 3            | 2            | 0        | 0      | 0            | 0            | 3        | 2      |
| C. Villa        | 14           | 8            | 4        | 4      | 2            | 2            | 20       | 14     |

## Arrivi e partenze
| Acquisti | Acquisti         | Acquisti | Acquisti   |
| R.       | Nome             | da       | Modalità   |
| -------- | ---------------- | -------- | ---------- |
| A        | Riccardo Avesani | ???      | definitivo |
| A        | Angelo Ferraris  | Omegnese | definitivo |
| C        | Mario Novella    | Biellese | definitivo |

| Cessioni | Cessioni          | Cessioni         | Cessioni   |
| R.       | Nome              | a                | Modalità   |
| -------- | ----------------- | ---------------- | ---------- |
| C        | Mario Antonioli   | Marelli          | definitivo |
| C        | Angelo Berera     | Trento           | definitivo |
| A        | Giuseppe Cattaneo | ???              | definitivo |
| A        | Cesare Cevenini   | Inter            | definitivo |
| C        | Dante Corengia    | Pro Patria       | definitivo |
| C        | Enrico Forneris   | Parma            | definitivo |
| A        | Luigi Galimberti  | ???              | definitivo |
| C        | Giuseppe Moriondo | Pro Victoria     | definitivo |
| D        | Giovanni Perego   | inattivo         | definitivo |
| A        | Luigi Pirovano    | inattivo         | definitivo |
| A        | Carlo Radice      | Virtus Goliarda  | definitivo |
| C        | Francesco Ranzini | Canottieri Lecco | definitivo |